# Pristimantis rosadoi
Pristimantis rosadoi là một loài động vật lưỡng cư trong họ Strabomantidae, thuộc bộ Anura. Loài này được Flores mô tả khoa học đầu tiên năm 1988.